# Fledermausschwärmer
Der Fledermausschwärmer (Hyles vespertilio) ist ein Schmetterling (Nachtfalter) aus der Familie der Schwärmer (Sphingidae). Die sehr wärmeliebende Art, die bevorzugt auf trockenen Kiesfluren und am Ufer von im Sommer ausgetrockneten Flussbetten lebt, ist durch Lebensraumzerstörung in Deutschland vermutlich bereits ausgestorben. Sie kann auf Grund ihrer einfarbig grauen Oberseite mit keiner anderen Schwärmerart verwechselt werden. Die Art ist im Wesentlichen über weite Teile Mitteleuropas und des Balkans sowie in Kleinasien bis zum Kaukasus verbreitet. 

## Merkmale
Die Falter erreichen Flügelspannweiten von 60 bis 80 Millimetern. Die Oberseiten der Vorderflügel und die komplette Körperoberseite sind einfarbig schiefergrau. Die basalen Hinterflügel sind rötlich-rosa und am Außenrand verwaschen dunkel gefärbt. Es sind zwei Formen bekannt, f. salmonea fehlt die rote Färbung auf den Hinterflügeln, f. flava ist schwarz und hat gelbe Hinterflügel. In den französischen Alpen können natürliche Hybride zwischen ihr und dem Sanddornschwärmer (Hyles hippophaes) beobachtet werden.
Die Raupen erreichen eine Körperlänge von 70 bis 80 Millimetern. Nach dem Schlüpfen sind die Raupen drei bis vier Millimeter lang, haben eine grünlichgelbe Färbung und tragen mehrere Längsreihen von feinen, schwarzen Punkten. Nach der ersten Nahrungsaufnahme ändert sich die Grundfarbe schnell nach grün, wobei gelblichweiße Längslinien beidseits des Rückens und tief an den Seiten des Körpers sichtbar werden. Die Rückenlinien sind dabei deutlich breiter ausgebildet. Das Analhorn ist zu einem kleinen Fortsatz zurückgebildet oder fehlt völlig. Im zweiten Raupenstadium verfärben sich die blassen Längslinien zu einem cremefarbenen Gelb. Die grüne Grundfarbe des Körpers wird, besonders an den Körperseiten, durch feine gelbe Pünktchen ergänzt. Im nächsten Stadium treten diese Punkte deutlicher hervor, insbesondere bei den selten auftretenden dunkel olivgrün gefärbten Raupen. Die Längslinien können durch einen orangen Punkt auf jedem Segment unterbrochen sein. Bei den olivgrünen Raupen ist dies die Regel, zudem wechselt die Grundfarbe nach dunkelbraun. 
Die Grundfarbe der Raupen verändert sich nach dem dritten Stadium nach und nach zu einem graubraun, die Längslinien sind dann gräulichgelb und werden durch dunkle, gelborange gekernte Augenflecken unterbrochen. Der dunklere Rücken ist dann mit vielen kleinen braunen Flecken bedeckt. Die Seiten des Körpers sind etwas blasser und tragen zwischen den beiden Längslinien zahlreiche weißlichgelbe Flecken. Die Bauchseite, die Thorakal- und Bauchbeine, der Nachschieber und der Kopf sind violett gefärbt. Bei ausgewachsenen Raupen sind die dunkel gerandeten Augenflecken und die Grundfarbe des Körpers blass graubraun. Auch kurz vor der Verpuppung verändert sich diese Färbung nur geringfügig.

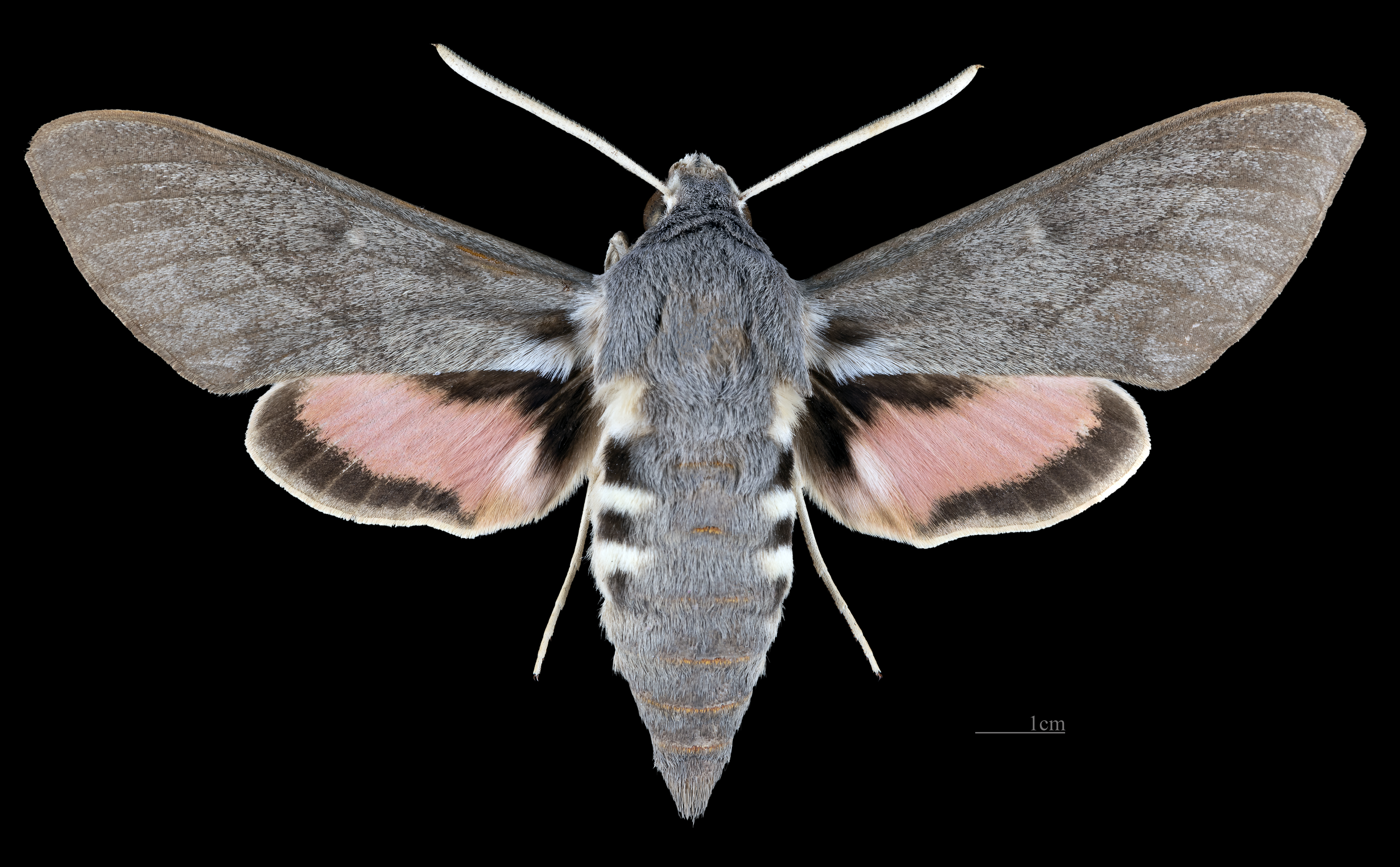
Männlich Dorsalansicht
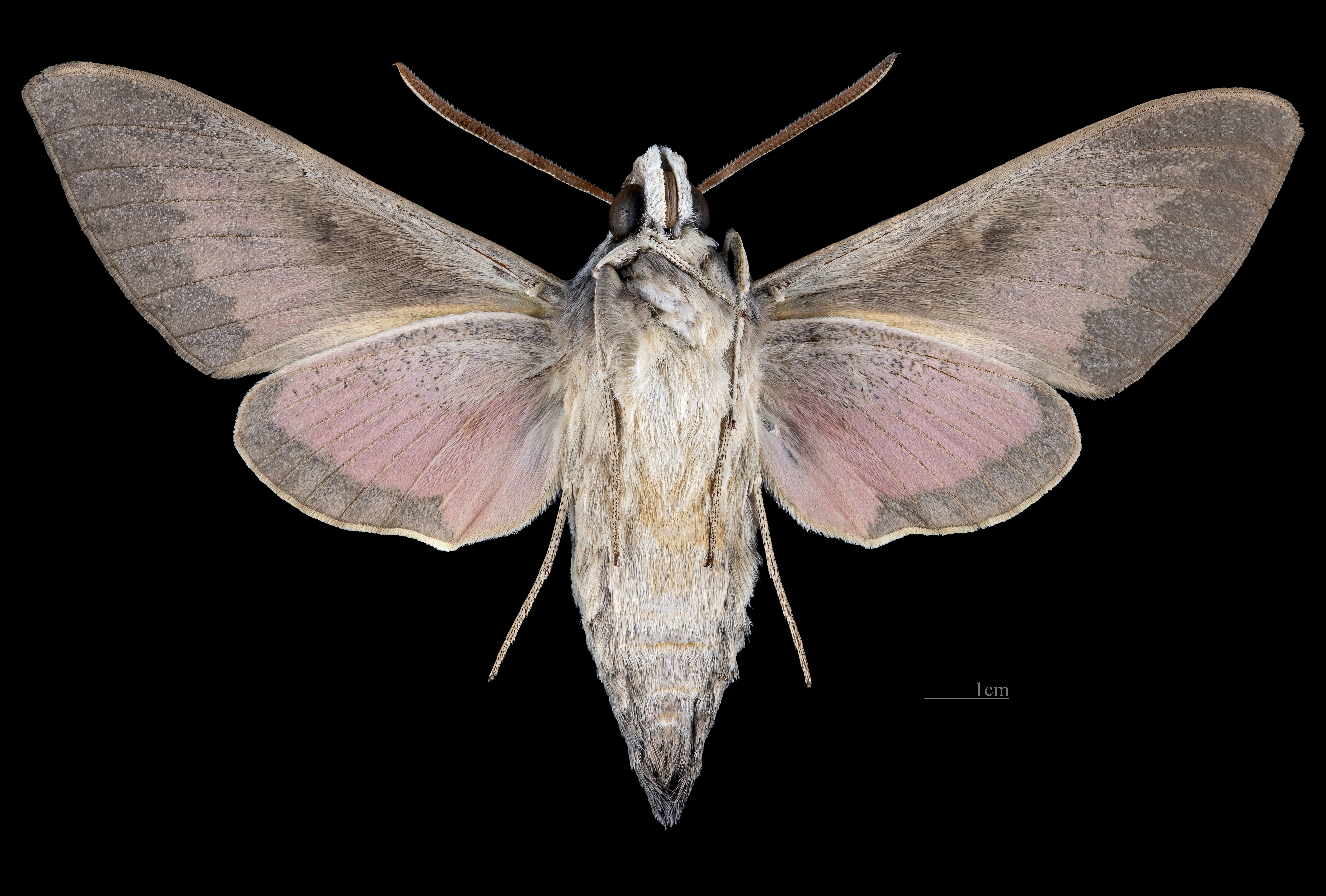
Männlich △ Ventralansicht
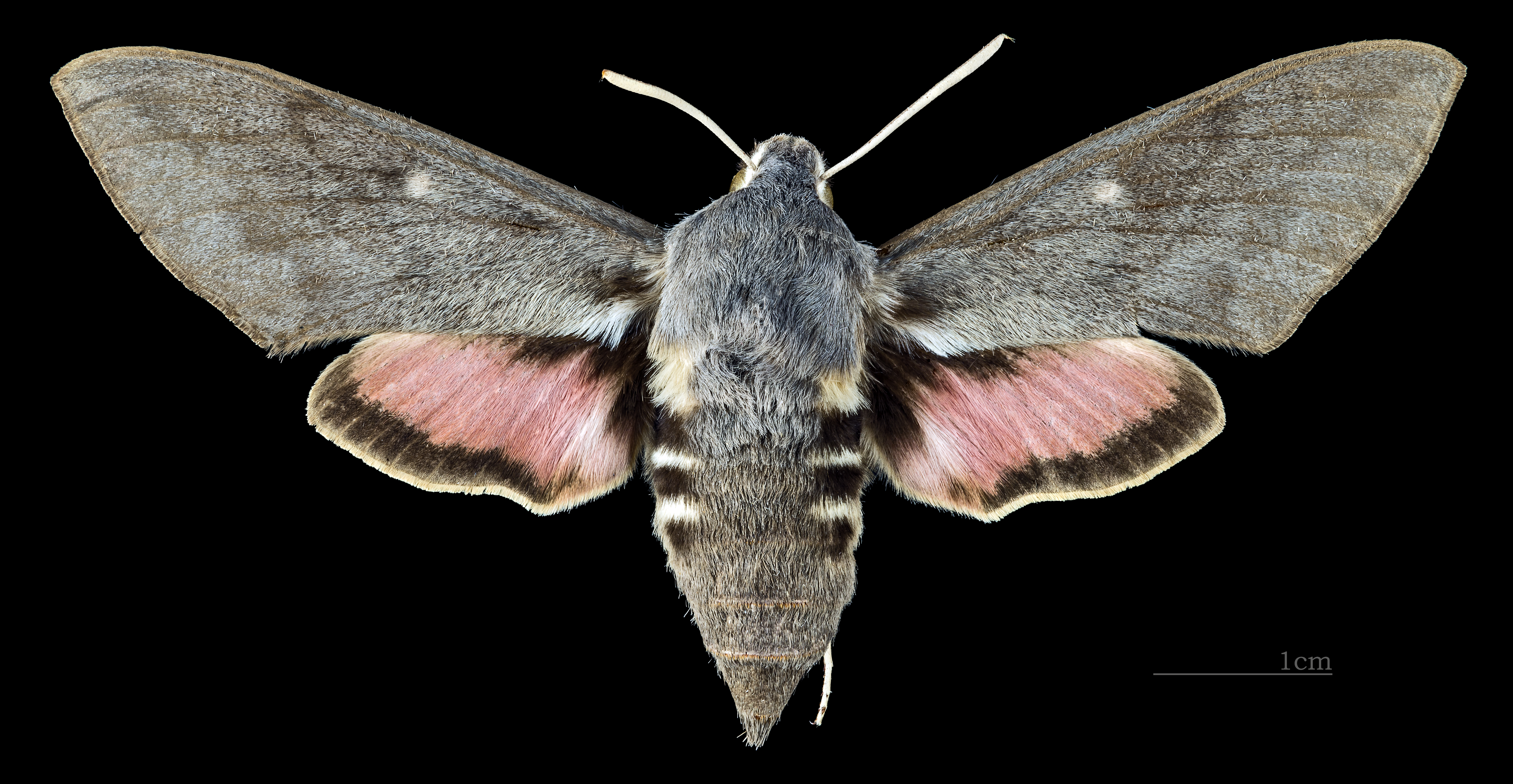
Weiblich Dorsalansicht
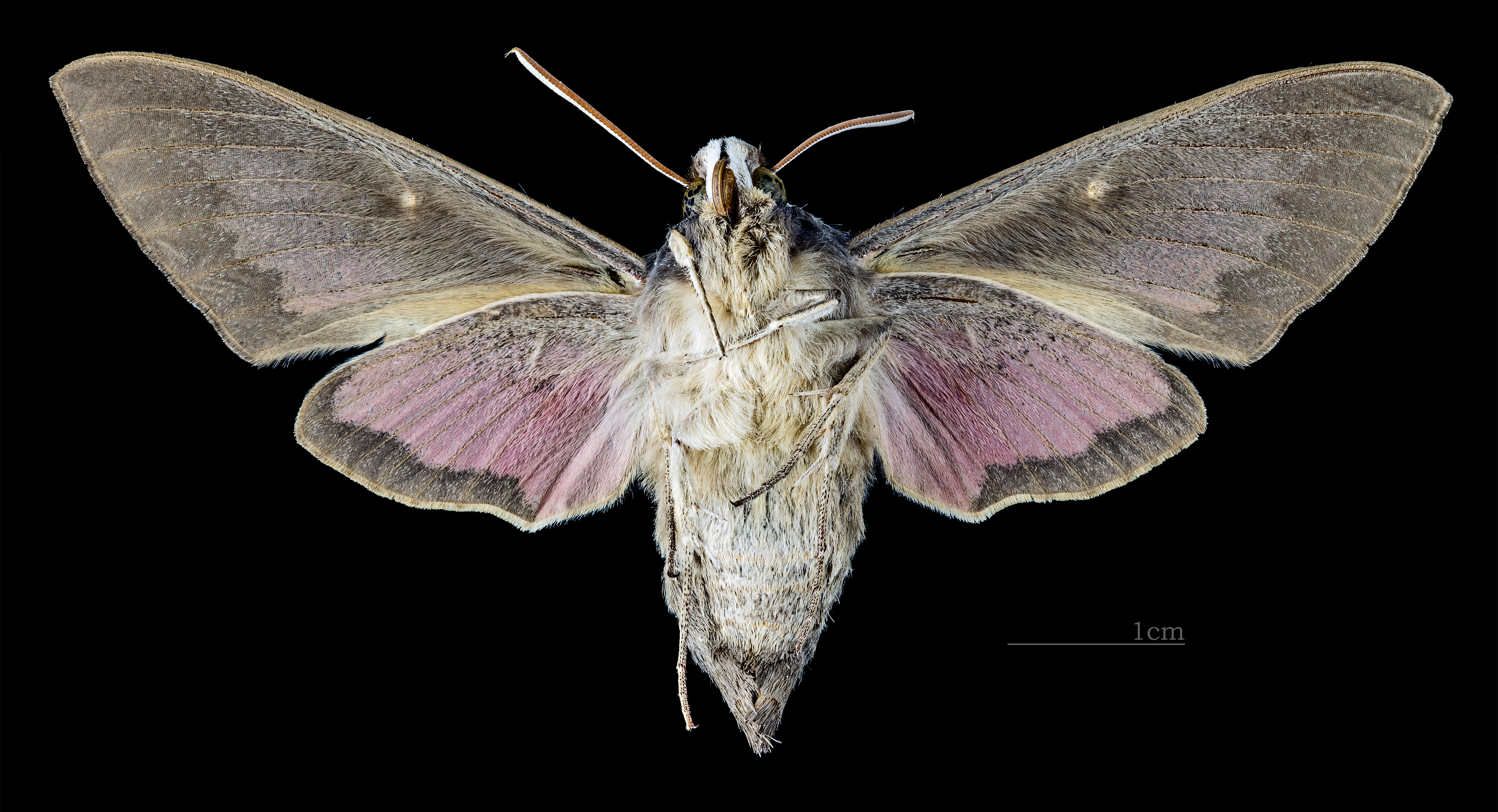
Weiblich △ Ventralansicht

## Verbreitung und Lebensraum

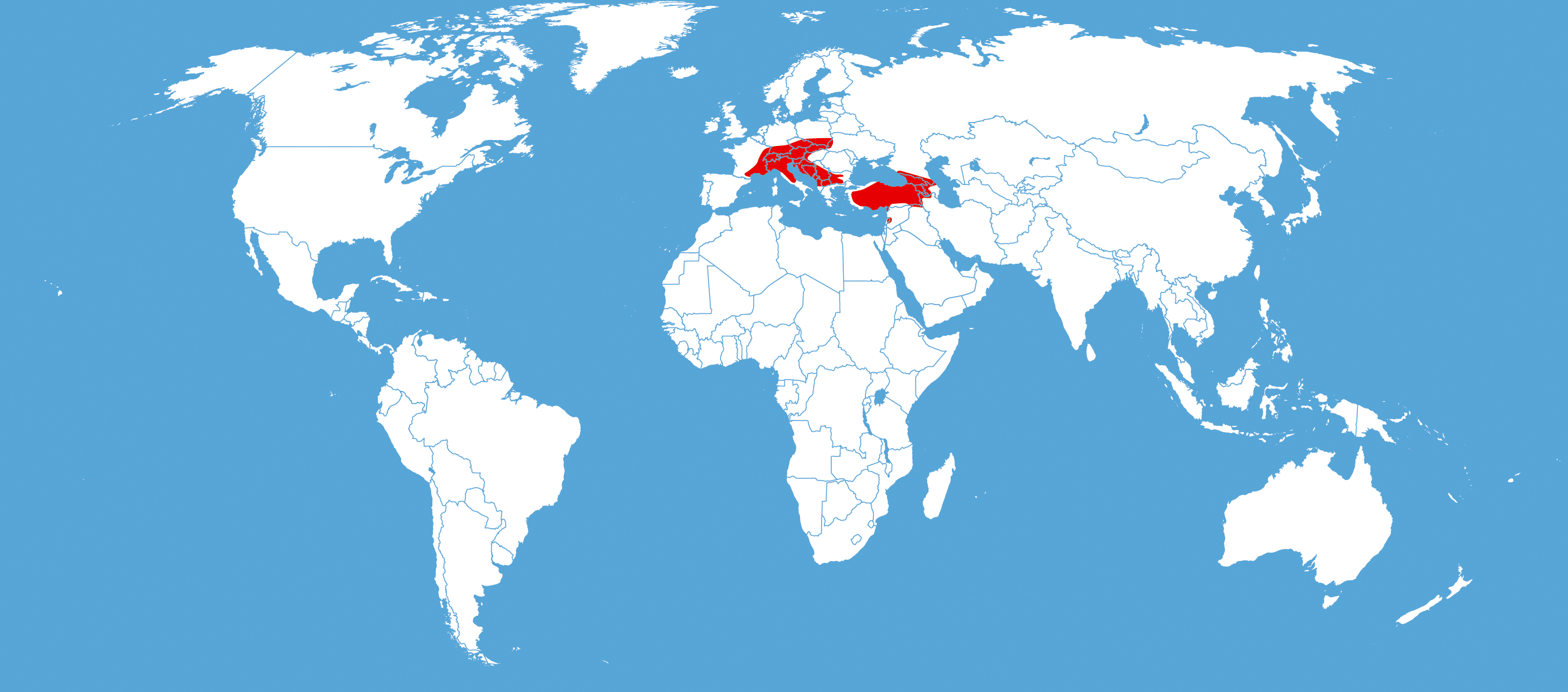
Verbreitung des Fledermausschwärmers

Das Verbreitungsgebiet des Fledermausschwärmers umfasst eine relativ kleines Areal im Südwesten der Paläarktis. Vorkommen gibt es in folgenden Bereichen: Süden und Osten Frankreichs, Süden Deutschlands (im Oberrheingebiet), Schweiz, Österreich, Nord- und Zentralitalien, Tschechien, Slowakei, Osten Polens, Westen der Ukraine, Westen Ungarns, Slowenien, Kroatien, Bosnien, Süd- und Zentralserbien, Norden Albaniens, Westen und Süden Bulgariens und Norden Griechenlands. Ein weiteres Vorkommen erstreckt sich über den Westen der Türkei östlich bis nach Transkaukasien. In der Bergregion Libanons lebt eine kleine isolierte Population. 
Die Tiere sind im Gegensatz zu den anderen Vertretern der Gattung standorttreu und leben innerhalb des Verbreitungsgebietes in jeweils voneinander getrennten Populationen. Sie bewohnen warme und trockene Kiesfluren und bevorzugen dabei sonnenbeschienene, südexponierte Schotterhalden und Kiesbänke am Ufer von im Sommer ausgetrockneten Flussbetten. Man kann sie aber bei Fehlen solcher Biotope auch in Kiesgruben oder an Kanalufern von Altauen finden, wenn dort ihre Nahrungspflanzen wachsen. Man findet die Art in Mitteleuropa bis in eine Höhe von etwa 1.700 Metern, in wärmeren Regionen auch noch höher.

## Lebensweise
Die Falter ähneln hinsichtlich Nahrungssuche, Paarung und Flug stark dem Wolfsmilchschwärmer (Hyles euphorbiae), setzen sich aber zum Ruhen vor allem auf Steine und Kiesel am Boden, wo sie durch ihre Färbung perfekt getarnt sind. Sie sind nachtaktiv, bereits kurz nach der Dämmerung zu beobachten und fliegen mit Pausen meist mehrere Stunden lang.  

### Flug- und Raupenzeiten
Im Großteil des Verbreitungsgebietes fliegt die Art in einer Generation im Mai und Juni und einer zweiten partiellen im August und September. In den höheren Regionen Mitteleuropas und Bulgariens fliegt nur eine Generation im Juni und Juli. Die Raupen sind im Juni und Juli und erneut im September zu finden.

### Nahrung der Raupen
Die Raupen ernähren sich hauptsächlich von Weidenröschen (Epilobium), insbesondere von Rosmarin-Weidenröschen (Epilobium dodonaei), daneben auch von Nachtkerzen (Oenothera spp.) und seltener auch von Labkräutern (Galium spp.).

## Entwicklung
Die blassgrün glänzenden Eier sind 1,1 × 1,0 Millimeter lang und an der längeren Seite etwas abgeflacht. Sie werden von den Weibchen einzeln oder paarweise an den Stängeln, Blättern oder Blüten der Nahrungspflanzen abgelegt, sehr selten kann man sie auch an Steinen in der Nähe der Pflanzen finden. Pro Pflanze werden insgesamt maximal 10 Eier abgelegt. Kleinflächig können Raupen besonders in größeren Beständen der Nahrungspflanzen in hoher Dichte vorkommen. Junge Raupen fressen zunächst tagsüber an der Blattunterseite sitzend. Die Tiere verlassen anfangs nie, später bis zum vierten Raupenstadium nur sehr selten die Pflanze. Ab diesem Stadium verstecken sich die Tiere tagsüber regelmäßig an der Basis der Pflanze zwischen oder unter Steinen und klettern nur nachts zum Fressen nach oben. Sie können sich zusammenrollen und sehen so einem Kieselstein täuschend ähnlich. Sind sie tagsüber aktiv, bewegen sie sich sehr hastig und fressen nur für wenige Minuten oder wechseln eilig den Rastplatz. Die Verpuppung erfolgt am Boden in einem feinmaschigen Kokon in den kleine Kiesel und Sand bzw. Pflanzenteile und auch Kotballen eingebaut werden. Meistens findet man die Puppen abseits der Nahrungspflanzen unter sonnenexponierten Steinen. Sie sind 35 bis 40 Millimeter lang und blass rotbraun gefärbt, die Flügelscheiden und Teile des Kopfes haben eine grünlichbraune Färbung. Sie sind in ihrer Form mit der des Labkrautschwärmers (Hyles gallii) fast identisch. Die Puppen überwintern.
Als Parasitoid ist die Raupenfliege Masicera sphingivora bekannt. Nicht selten werden bis zu 80 Prozent der Raupen an einem Standort von dieser Art befallen.

## Gefährdung und Schutz
Der Fledermausschwärmer wird in Deutschland in der Roten Liste gefährdeter Arten als „vom Aussterben bedroht“ (Kategorie 1) eingestuft. Es wird aber vermutet, dass er bereits ausgestorben ist. Nach Ebert war die Art in Deutschland in den 1980er-Jahren nur noch durch einzelne, wenn auch regelmäßige Funde in Baden-Württemberg bekannt, neuere Funde liegen nicht vor. In Deutschland ist das Verschwinden der Art vorwiegend auf den Verbau, die Begradigung und die Wasserstandsregulierung der Flüsse zurückzuführen, wodurch die Entstehung natürlicher Kiesbänke dauerhaft unterbunden wurde. Sekundärhabitate mit Kiesböden, die etwa durch Bautätigkeit geschaffen wurden, verschwinden durch Überwachsung nach einigen Jahren wieder, sodass diese den Verlust nicht dauerhaft ausgleichen können.